# Henry Cranke Andrews
Henry Cranke Andrews (1770-1830), fue un botánico inglés, artista y grabador. Durante muchos años se malinterpretó la C. con la que firmaba sus trabajos (Henry C. Andrews) como Charles, hasta que en 2017, en su certificado de matrimonio y en la inscripción bautismal de sus hijos, se pudo comprobar que su segundo nombre era Cranke.

Vivió en Knightsbridge y se casó con la hermana de John Kennedy de Hammersmith, un criador de plantas que asistió a Andrews en las descripciones de las plantas que ilustraba.
Henry Cranke Andrews fue un impecable e inusual artista de la Botánica, donde no solo fue artista, sino también grabador, colorista, y publicador en una era donde la mayoría de los artistas eran solo empleados de empresas de dibujo. Su Repositorio de Botánicos fue su primera publicación, capitulada serialmente en Londres, en diez volúmenes entre 1797 y 1812, proveyendo de notables imágenes de plantas para una población creciente de jardineros amateurs de Inglaterra. La confiabilidad de su publicación fue comentada en las publicaciones de Curtis's Botanical Magazine de los Royal Botanic Gardens, Kew. Notablemente sus reproducciones tienen un contenido más artístico y realce real comparadas con el énfasis más científico de las publicaciones rivales.

## Publicaciones
- Botanists Repository, Comprising Colour'd Engravings of New and Rare Plants ( Repositorio de Botánicos, Comprendiendo Grabados en Colores de Plantas Nuevas y Raras). 10 vols. Londres, 1797-1812
- Coloured Engravings of Heaths ( Grabados Coloreados de Brezos) 1794-1830 4 vols.
- The Heathery ( Los Brezales). 1804-1812 6 vols.
- Geraniums o Una Monografía del Genus Geranium. Londres 1805-1806 2 vols.
- Rosas 1805-1828

## Honores
En su honor se nombraron a los géneros:
- (Ericaceae) Andreusia Dunal[3]
- (Myoporaceae) Andreusia Vent.[4]

- La abreviatura «Andrews» se emplea para indicar a Henry Cranke Andrews como autoridad en la descripción y clasificación científica de los vegetales.[5]